# Zabalius girardi
Zabalius girardi är en insektsart som beskrevs av Max Beier 1973. Zabalius girardi ingår i släktet Zabalius och familjen vårtbitare. Inga underarter finns listade i Catalogue of Life.